# 愛德華·梅特蘭·賴特
愛德華·梅特蘭·賴特爵士（英語：Sir Edward Maitland Wright，1906年2月13日—2005年2月2日），和他在牛津大學的導師哈代合寫《數論介紹》（An Introduction to the Theory of Numbers）以著名的英國數學家。

## 早年
賴特是自學成才的。他父親本經營肥皂廠，在賴特三歲時閉業，父母亦離異，賴特隨任職音樂教師的母親至南部。
14歲時，賴特在倫敦的一所學校教授法語，在那裏的一位老師把代數教給當時只識基本算術的他。16歲時，他不但在黃昏上物理課，而且在空餘時間自學數學。後來他又在倫敦大學讀校外學位，並以第一名成績畢業。之後他有資格進入牛津大學或劍橋大學，因為他發現牛津大學耶穌學院有個不限年齡的獎學金，便進入那裏學習。其後他成功獲得該獎學金，又成為哈代指導的研究生。
在1930年代早期，他在德國哥庭根大學過了一年。

## 亞伯丁大學
29歲時，賴特開始在亞伯丁大學任數學教授。第二次世界大戰後，漸加入大學行政架構，1961年任副校長，1962年任校長及名譽副校長，至1976年退休。

## 家庭
賴特在牛津遇上當時修讀英語的未來妻子Phyllis Harris。他倆在1934年結婚。1987年Harris逝世。兒子約翰同樣在亞伯丁大學為數學教授。